# ナーショイビトサウルス
ナーショイビトサウルス Naashoibitosaurus はアメリカ合衆国・ニューメキシコ州・サンフアンのカートランド累層の白亜紀後期(7300万年前)の地層から発見されたハドロサウルス類の恐竜の属の一つ。今のところ断片的な頭骨のみで知られている。最初はジャック・ホーナーによってクリトサウルスの標本として記載され、ナーショイビトサウルスとして記載されてからはクリトサウルスの近縁属と見られている。

## 記載
ナーショイビトサウルスは単一の部分的な頭骨 (NMMNH P-16106)に基づき、解剖学的な事はよく知られていない。その頭骨は目の前方の低い鼻骨の鶏冠状突起において最も特徴的であるが、グリポサウルスのものほど顕著に盛り上がってはいない。

## 分類
ナーショイビトサウルスはサウロロフス亜科のハドロサウルス類に分類されるいわゆるカモノハシ竜である。サウロロフスのそれに似た骨質のトサカをもつ。もしナーショイビトサウルスがクリトサウルスの同物異名だとするとより古くに命名されたクリトサウルスが有効名となる。他のカモノハシ竜に対する系統的位置付けはクリトサウルスと同じであると思われる。

## 研究史
混同した分類の歴史をもつ属にはよくあるように、本属の命名は誤解に基づいている。デイヴィッド・ジレットとデイヴィッド・トーマスは、ホロタイプが採集されたのがカートランド累層の最も新しい地層であるナーショイビト部層であると考えていた為、それに因んでナーショイビトサウルスと命名した。しかし実際はナーショイビト部層よりも古いデナジン部層のものであった。ホーナーは1992年にこの頭骨をクリトサウルスの未成熟の個体のものとして記載し、グリポサウルスとクリトサウルス間の違いをその証拠とした。同時に、ハントとルーカスはその体骨格をエドモントサウルス・サスカチュワネンシスとして記載した。 ハントとルーカスは、頭骨がエドモントサウルスのものではないと判断したため、標本に独自の属名を与え、その際クリトサウルスという学名は疑問名と考えていたため敢えて使用しなかった。
彼らの判断は2000年にトーマス・ウィリアムソンによって疑問を投げつけられた。ウィリアムソンは、当該の標本とクリトサウルスの頭骨との形態学的相違が、個体の年齢が異なる為であることを発見した。彼はクリトサウルスのホロタイプの頭骨は有効であると考えていたので、それをナーショイビトサウルスと比較した。彼は、プロサウロロフスのような他の恐竜は成長と共に頭骨が盛り上がってくるというホーナーの主張を顧みた。彼はまた、標本の産地が間違っていたことも指摘した。 クリトサウルスよりも新しい地層からではなく、ほぼ同じ年代のものであると。
続く主要なレビューが The Dinosauria第二版において行われ、再びクリトサウルスとナーショイビトサウルスは二分された。ナーショイビトサウルスの部分頭骨に嘴と下顎が含まれていない為、比較は難しい。
2014年の研究ではナーショイビトサウルスの先述の記載者たちは、それがクリトサウルスと非常に似ているものの、種は明確に異なると同意している。